# Iga Świątek
Iga Natalia Świątek (født 31. maj 2001 i Warszawa, Polen) er en professionel kvindelig tennisspiller fra Polen.
Świątek vandt French Open 2020 uden at tabe ét eneste sæt i løbet af turneringen og blev den første polske tennisspiller, der vandt en Grand Slam-turnering på seniorsiden. I 2021 vinder hun Adelaide International 2021.